# Condylocarpon intermedium
Condylocarpon intermedium är en oleanderväxtart. Condylocarpon intermedium ingår i släktet Condylocarpon och familjen oleanderväxter.

## Underarter
Arten delas in i följande underarter:
- C. i. intermedium
- C. i. laxum